# M'sieur Eddy et moi
M'sieur Eddy et moi est un récit autobiographique écrit par l'écrivain Alain Dugrand et paru en 2005 chez Fayard.

## Introduction
En bon connaisseur d'Eddy Mitchell, grand lecteur de Série Noire, Alain Dugrand commence par cette citation de Raymond Chandler : « Il y a des types qui viennent me dire que j'ai une conscience sociale. Marlowe en a autant qu'un cheval, de conscience sociale. Il a une conscience personnelle, ce qui est tout différent. »
Ce sont des contemporains, à quelques années près. En tout cas, ils ont été nourris à la même culture populaire américaine, outre les romans policiers genre Série Noire et la bande dessinée, Hollywood et le cinéma américain, ceux qu'ils considèrent comme les grands films d'alors Rio Bravo, Le Vent de la plaine et Le Trésor du pendu et qu'Eddy Mitchell fera revivre à la télévision dans son émission La dernière séance.
Ce qui lui plaît chez Schmoll déjà à l'époque des chaussettes noires, c'est la musique bien sûr aux première lueurs du rock français, et c'est aussi le style. Au bistrot, il écoute « Be Bop a Lula, musique de Gene Vincent, adapté en français par Claude Moine » alias Eddy Mitchell. Depuis, c'est toujours la grande passion, dont Alain Dugrand nous entretient dans son livre, égrenant ses souvenirs dans une double évocation, intime et biographique, à la recherche de ce style si personnel qui fait sa spécificité.

## Au temps des Chaussettes Noires

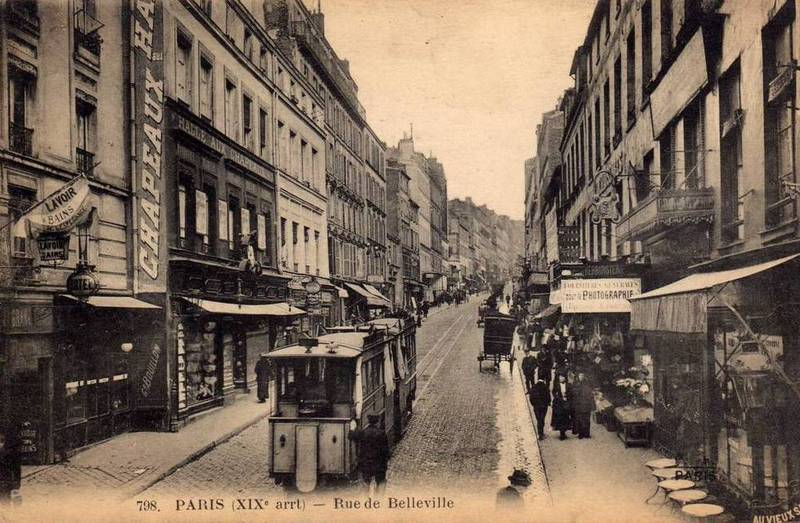
La rue de Belleville

Concert à Crest dans la Drôme le 7 août 2004 avec un costume parme 'inmettable'. Eddy Mitchell, 'personnage singulier', dit l'auteur, a l'habitude de tenir son public en lisière, « à distance nécessaire. L'attitude des artistes majeurs. » Son répertoire, son tour de chant va du rock, de la soul, au blues et au slow langoureux, au crooner. Ses textes qu'il pond lentement, taillés au couteau, laissent transparaître son style.
En arrière-plan, se profilent la guerre d'Algérie et ces familles endeuillées qui ferment les volets et se referment sur leur douleur. Les ados regardent plutôt vers Lemmy Caution, l'agent du FBI interprété par Eddie Constantine dont il empruntera le prénom. Trois copains, William, Toni et Aldo avaient dans l'idée de former un groupe. L'un d'eux leur dit : « Un gars m'a parlé d'un batteur et d'un chanteur. Ils recherchent des guitaristes pour monter un orchestre de rock. Il dit que le chanteur est très bon... » Une discussion lourde de sens d'où allait émaner Les Chaussettes noires. S'ils aiment la bande dessinée, ils raffolent de Blake et Mortimer d'Edgar P. Jacobs.
C'est en 1949 qu'Eddy Mitchell découvre le cinéma lors d'un voyage en Belgique, un film de King Vidor Le grand passage. Son père Robert Moine prendra l'habitude de l'emmener dans les cinémas du quartier, au Cocorico par exemple.
20 décembre 1960, long et difficile enregistrement de Be-Bop-A-Lula mais le succès est au rendez-vous et les tournées vont très vite s'enchaîner.
En 1961, partout où passent Les Chaussettes Noires « les salles sont ravagées, les fauteuils arrachés, » tandis que « le grand rocker » épouse sagement Françoise et se fait construire une maison sur le terrain des beaux-parents à Noisy-le-Sec. Les premières chansons, outre les adaptations des rockers américains, sont dues aux musiques de Georges Garvarentz avec le plus souvent des textes d'Eddy Mitchell. Mais arrive très vite le temps du service militaire et d'un business effréné sur ces 'nouvelles valeurs' de la chanson française. Il faut s'adapter au goût supposé du consommateur, chanter La Bamba rock ou Madame, madame. Tandis que la jeunesse est scotchée devant sa radio pour écouter Salut les copains, Eddy Mitchell part à son tour faire le soldat. Quitter Les Chaussettes Noires, il l'envisage pour se lancer dans une carrière solo (il enregistre ses premiers disques en soliste durant sa période militaire ; il sort en 1963 deux albums Voici Eddy... c'était le soldat Mitchell et Eddy in London, qui contient, notamment, les adaptations Blue Jean Bop de Gene Vincent, ''Comment vas-tu mentir ? d'Eddie Cochran, Belle Honey (Money Honey), Sentimentale (Baby I don't care) d'Elvis Presley).

De tout façon, le rêve d'Eddy, c'est de devenir le Sinatra français.

## Rocker et crooner

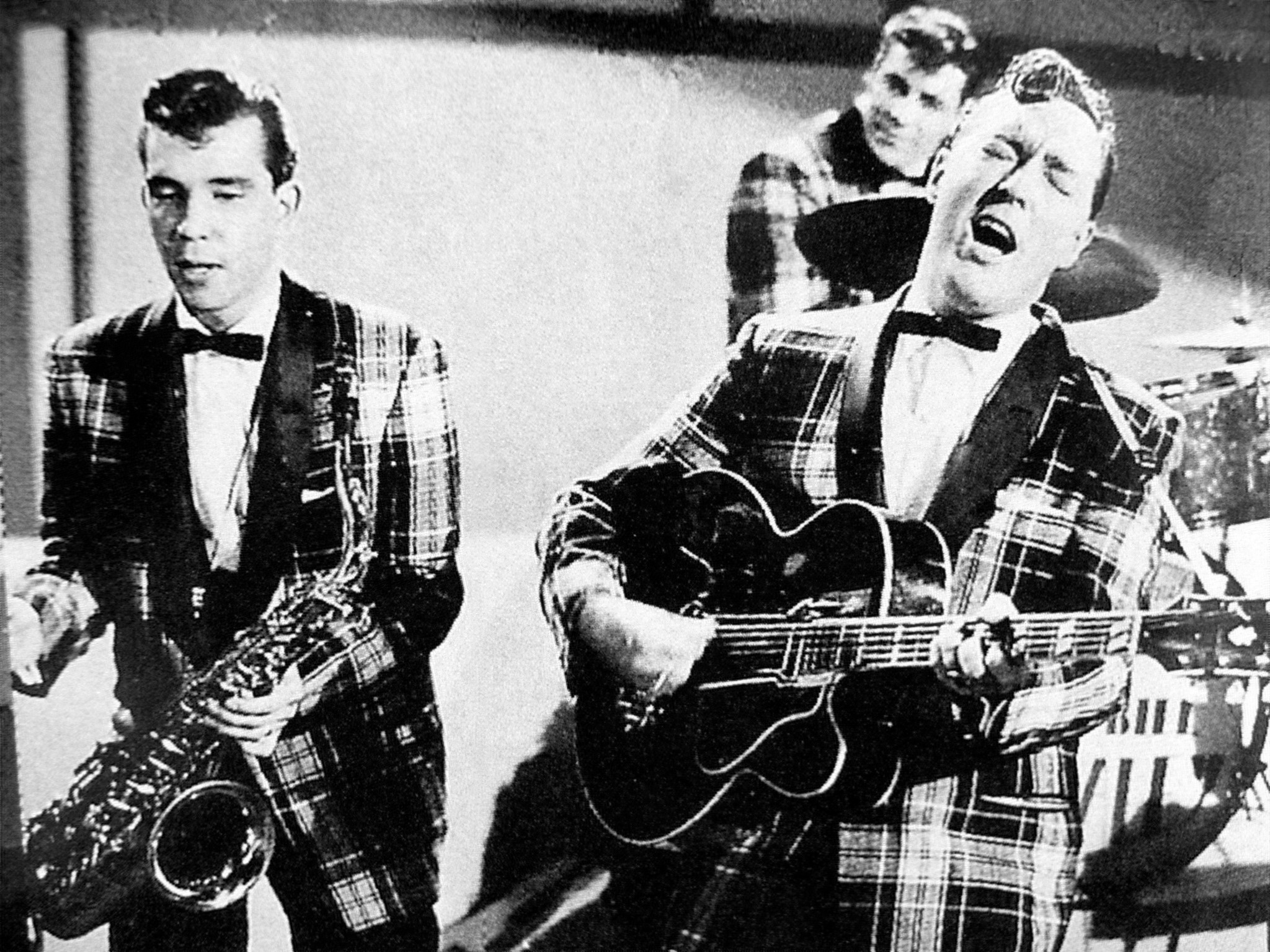
Rocker : Bill Haley et les Comets en 1955

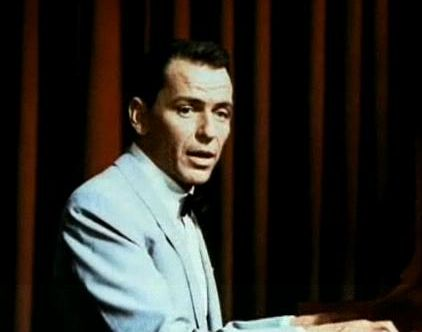
Crooner : Frank Sinatra

Au retour de l'armée, c'est le creux de la vague. Les gens de chez Barclay avaient prévenu les membres du groupe : « Le retour sera difficile. Ne croyez pas que vous serez attendu. Dix huit mois, c'est long ! » Mais Eddy, qui sait ce qu'il veut, dira que « la chanson il faut la faire sérieusement, même si on la prend pas au sérieux. »
Eddy Mitchell quitte officiellement le groupe en janvier 1964. Il peaufine son style, revient aux fondamentaux du rock et sort trois albums consécutifs : en 1964 sortent les opus Panorama (avec, entre autres trois adaptations de classiques de Chuck Berry), puis Toute la ville en parle... Eddy est formidable (avec la reprise de (There's) Always Something There to Remind Me, Toujours un coin qui me rappelle qui demeure l'un de ses plus grands succès) ; en 1965, parait l'album Du rock 'n' roll au rhythm 'n' blues (il chante Ray Charles Personne au monde, Jerry Lee Lewis J'ai tout mon temps, ou encore Louis Jourdan Caldonia). À cette occasion, il s'entoure de musiciens confirmés, une solide équipe où l'on trouve deux hommes qui resteront à ses côtés : le second saxo Michel Gaucher et celui qui deviendra son compositeur attitré Pierre Papadiamandis.
Tantôt crooner, tantôt rocker, il se veut à l'écart des modes, traçant une route à sa mesure. « Son indépendance scrupuleuse dévoile un professionnalisme hors pair, mais nonchalant, un rien railleur, un personnage dépourvu d'orgueil » le dépeint Alain Dugrand. Au cours des années 1960, il se démarque, se tient à l'écart du pouvoir et de ses courtisans, « outlaw, l'air de se foutre de la compagnie. » En 1966, son pianiste Pierre Papadiamandis lui présente une chanson J'ai oublié de l'oublier qui sera suivie de beaucoup d'autres dont de nombreux succès. Une longue collaboration débute ainsi, si longue qu'elle dure encore presque un demi-siècle plus tard. Pour bien marquer sa place et clamer qu'il est au-delà des modes, dans ce style caustique qui contribuer à le situer à part, il interprète S'il n'en reste qu'un, celui qui sera celui-là, reprenant à son compte la célèbre formule de Victor Hugo.
« Franc-tireur » comme il dit dans sa chanson (C'est un rockeur, 1974, extrait de l'album ci-dessous cité), il se cherche un avenir dans cette voie étroite qu'il a choisie et le début des années 1970 sont difficiles. « Années soixante-dix, années diluées » conclut Alain Dugrand.Eddy Mitchell est ulcéré par cette mode rétro qui envahit la chanson et a envie de raccrocher.
1974 : voyage aux États-Unis, dans le Tennessee, entre Memphis et Nashville. Il veut voir Charlie McCoy, baigne dans une ambiance musicale qui l'enchante : la musique country, plutôt contestataire dans cette époque de guerre du Vietnam. Il en revient avec un album Rocking in Nashville qui va cartonner, un disque rock qui devient vite un disque d'or, avec en particulier 4 titres adaptés de Chuck Berry : Bye Bye Johnny B. Good, À crédit et en stéréo, C'est un rocker et C'est la vie mon chéri, un credo au rock et aux chanteurs de rock qui renforce son image de rocher décalé. Mais il n'est pas que ça et Alain Dugrand se souvient qu'il chante avec « la voix grave et onctueuse du parfait crooner. »

## Monsieur Eddy
C'est un homme qui ne transige pas : pour lui, pas question de chanter à New-York dans des concerts 'arrangés' comme beaucoup, pas question de renier sa chanson Pas de boogie woogie parce que RMC l'a interdite d'antenne. Malgré tout ça, pourrait-on dire, tout lui réussit maintenant. Il aligne les tubes et tient un rôle remarqué dans Coup de torchon de Bertrand Tavernier. Et il va enchaîner les succès.
Il éprouve toujours de la nostalgie pour les films de série B, des acteurs comme Robert Mitchum, Richard Widmark et Burt Lancaster, les séries noires de Marcel Duhamel, surtout Chandler mais aussi Andrew Bergman avec son roman Le pendu d'Hollywood. À une question d'un journaliste sur l'histoire du rock, il répond en le renvoyant à un bouquin : Héros oubliés du rock'n'roll. Où il dit à propos d'Elvis que le rock s'éloigne quand la puissance brute devient guimauve. Il faut remonter aux sources du rock, à Claude McKay qui aurait le premier utiliser le mot, qui cherchait un jazz rythmé, « qui se danse, avec une ligne de basse : doo, da-doo, dum, doo, da-doo, dum... » ajoute-t-il, pour bien marquer le rythme.
Sept colts pour Schmoll qui sort en octobre 1968 est un peu le spleen de mai : mélange de 'soul', de Beatles et d'Everly Brothers. Les textes d'Eddy Mitchell ressemblent au style des romans de série noire qu'il découvre, adolescent, dans la bibliothèque de son père, Raymond Chandler, Dashiell Hammett, Jim Thompson, des mots qui s'enchaînent sans commentaires ou effusions superflues. Uniquement le concret, qui fait le style. Des dizaines de chansons qui « raillent les impostures », racontent des histoires sensibles, fraternelles, ironiques, qui vont à l'essentiel, ce que Philippe Corcuff appelle « l'utopie sceptique. » Pour lui, « les interdits, c'est aussi bien que l'anarchie / Discerner l'bien du mal, c'est toujours d'là-peu-près » et dans la même veine, dans « les eaux grises de nos vies », « j'me sans mieux quand j'me sens mal. » Ambiance amère du bar du Lutétia.
Il chante le quotidien, ses colères, ses nostalgies « en bâtissant ses textes comme des scénarios minimalistes en une forme incomparable, restant sur ses gardes, contournant les chausse-trapes. » De Schmoll, il est devenu Monsieur Eddy. Ce nouveau surnom lui viendrait d'un technicien qui l'appelait toujours ainsi dans l'émission de télé La Dernière Séance son 'ciné-journal'. Curieux destin que celui de cette chanson qui fut d'abord un grand succès, chanson nostalgie avant de devenir le titre de cette émission télé à la longévité remarquable. De nouveau, il prend ses distances avec les medias, la télé surtout, avec le 'Charity Business' sauf pour Les enfoirés' et son pote Coluche. Pourtant en 1990, il décida d'aller faire un récital pour les troufions français en Arabie saoudite lors de la guerre du golfe Surprise : il s'en expliquera. Mal lui en prit... là-bas, pas de rock!
L'ami Gérard Jourd'hui dira de lui : « Eddy aura sans cesse dépeint le blues de la société : jamais en avance, ni en retard... jamais il ne flatte le public. » Fidèle à lui-même, sans jamais déroger. Et dans l'avion qui le ramène en France, Alain Dugrand écoute l'album Frenchy, après La route de Memphis, c'est La route 66 : 
« Route légendaire / Croisée des mystères / Mais maintenant sans vie / Dans l'oubli. »